# 세줄가는돔아과
세줄가는돔아과 또는 카에시오아과(Caesioninae)는 퉁돔과에 속하는 조기어류 아과의 하나이다. 농어목에 속하는 별도의 독립된 세줄가는돔과(Caesionidae)로 분류하기도 한다. 인도-태평양의 산호초에서 발견된다. 갈래세줄가는돔, 세줄가는돔 등을 포함하고 있다.

## 하위 속
- 넓적퉁돔속 (Caesio)
- Dipterygonotus
- Gymnocaesio
- 세줄가는돔속 (Pterocaesio)